# Phaeogenes jucundus
Phaeogenes jucundus là một loài tò vò trong họ Ichneumonidae.